# Vědecká knihovna Univerzity J. E. Purkyně v Ústí nad Labem
Vědecká knihovna Univerzity J. E. Purkyně v Ústí nad Labem (Vědecká knihovna UJEP) je univerzitní knihovna, která zajišťuje knihovnické a informační služby studentům a zaměstnancům univerzity, ale i široké veřejnosti. Sídlí v areálu univerzitního kampusu. 
Knihovní fond se specializuje na dokumenty a zdroje odpovídající studijním oborům vyučovaným na Univerzitě J. E. Purkyně. Součástí knihovny je také Evropské dokumentační středisko zpřístupňující publikace Evropské unie, dále Rakouská knihovna obsahující knižní fond rakouské literatury a specializovaná knihovna CEPRONIV zaměřující se na podporu výuky německého jazyka.

## Historie

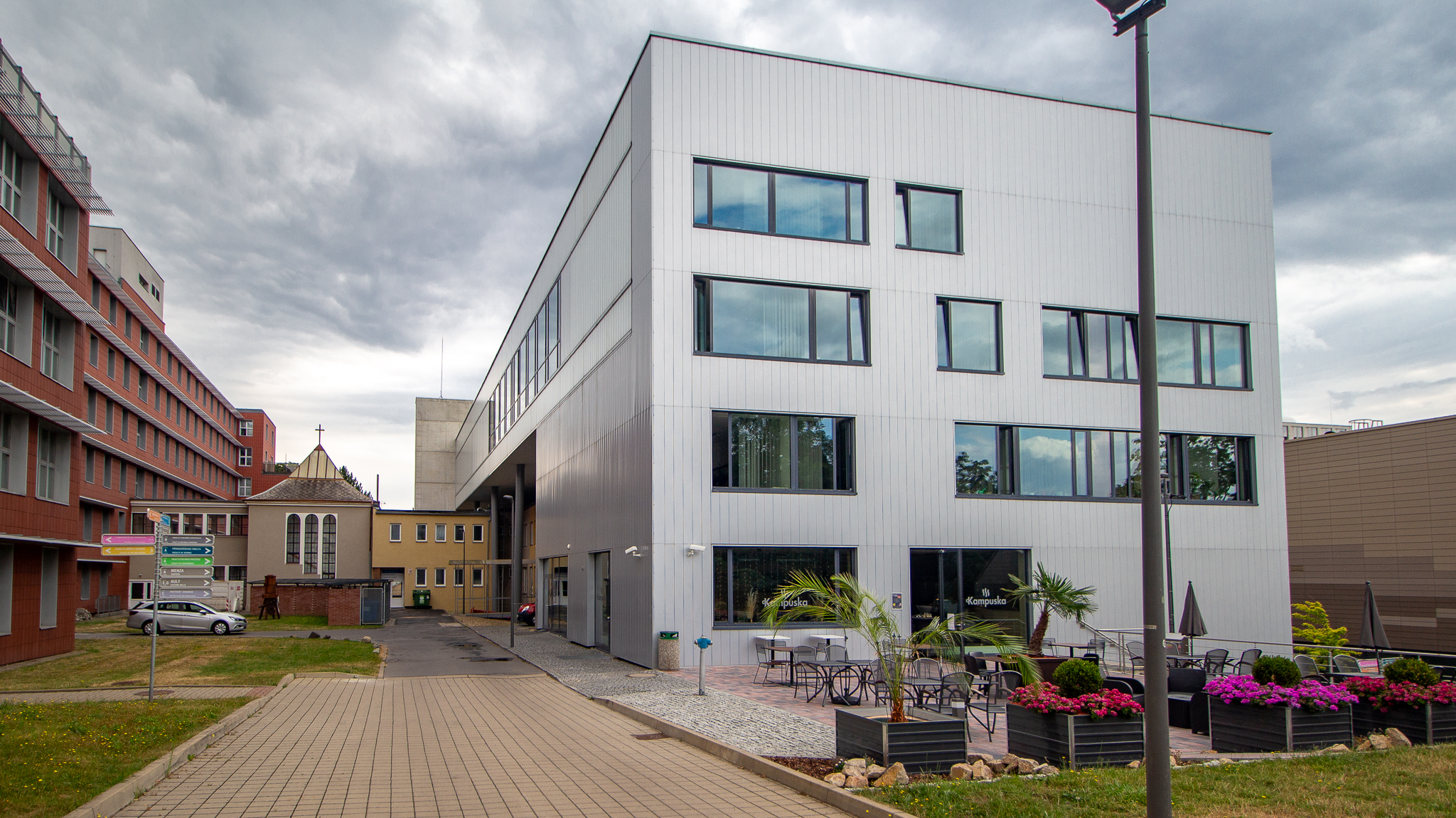
Budova knihovny

Vědecká knihovna UJEP vznikla v roce 2013 sloučením knihovních fondů pěti fakultních knihoven. Ještě téhož roku získala zvláštní ocenění v soutěži Knihovna roku 2013 za vybudování multifunkčního informačního a vzdělávacího centra "sloučením fakultních knihoven do efektivního celku v moderně koncipované budově knihovny".

## Služby
Vědecká knihovna UJEP poskytuje knihovnické a informační služby - výpůjční služby, reprografické služby, přístup k elektronickým databázím na univerzitě, bibliografické a rešeršní služby, meziknihovní výpůjční služby aj. Nabízí také řadu kulturních a vzdělávacích akcí. Půjčuje nejen knihy, ale také čtečky elektronických knih, deskové hry, deky, deštníky.